# Jezioro Bobięcińskie
Jezioro Bobięcińskie este o arie protejată (sit de importanță comunitară — SCI) din Polonia întinsă pe o suprafață de 3.383,26 ha, integral pe uscat.

## Localizare
Centrul sitului Jezioro Bobięcińskie este situat la coordonatele 53°59′43″N 16°47′38″E / 53.9952°N 16.7939°E.

## Înființare
Situl Jezioro Bobięcińskie a fost declarat sit de importanță comunitară în august 2007 pentru a proteja 1 specie de plante și 3 specii de animale.

## Biodiversitate
Situată în ecoregiunea continentală, aria protejată conține 13 habitate naturale: Ape oligotrofe din câmpii nisipoase, cu un conținut foarte redus de minerale (Littorelletalia uniflorae), Lacuri eutrofice naturale cu vegetație de tip Magnopotamion sau Hydrocharition, Lacuri și iazuri distrofice naturale, Fânețe de joasă altitudine (Alopecurus pratensis, Sanguisorba officinalis), Turbării active, Mlaștini oligotrofe degradate, capabile încă de regenerare naturală, Mlaștini turboase de tranziție și turbării mișcătoare, Depresiuni pe substraturi de turbă de Rhynchosporion, Mlaștini alcaline, Păduri de fag Luzulo-Fagetum, Păduri de fag Asperulo-Fagetum, Păduri acidofile de stejar bătrân cu Quercus robur pe câmpii nisipoase, Mlaștini împădurite.
La baza desemnării sitului se află mai multe specii protejate:
- plante (1): Luronium natans
- amfibieni (2): buhai de baltă cu burta roșie (Bombina bombina), triton cu creastă (Triturus cristatus)
- mamifere (1): vidră de râu (Lutra lutra)